# カトリック大山教会
カトリック大山教会（カトリックおおやまきょうかい）は、長崎県長崎市にある、キリスト教（カトリック）の聖堂。

## 概要
県道237号線（小ヶ倉バイパス）から大山入口バス停近くの五差路を東に向かった長い坂の上の森の中にそびえる。
町内に住む者総てがカトリック信者で、1つの家族のような雰囲気を持ち、住民の9割が大山姓を名乗っている。